# София Гръцка
София Гръцка и Датска (на испански: Sofía de Grecia y Dinamarca) е кралица на Испания в периода 1975 – 2014 г., съпруга на испанския крал Хуан Карлос I.

## Произход и ранни години
Доня София е родена на 2 ноември 1938 г. в Атина като София Маргарита Виктория Фредерика Шлезвиг-Холщайн-Зондербург-Глюксбург, принцеса на Гърция и Дания (на гръцки: Σοφία Μαργαρίτα Βικτωρία Φρειδερίκη Σλέσβιχ-Χολστάιν-Σόντερμπουργκ-Γκλύξμπουργκ, πριγκίπισσα της Ελλάδας και της Δανίας). Тя е дъщеря на гръцкия крал Павлос I и принцеса Фредерика Хановерска. Доня София е сестра на последния гръцки крал Константинос II. Освен с гръцкото кралско семейство София е в тесни роднински връзки и с кралските семейства на Великобритания и Дания.
Голяма част от детсвото си София прекарва в Египет и в Южна Африка, където гръцкото кралско семейство емигрира по време на Втората световна война. Връща се в Гърция през 1946 г. Завършва престижното училище Шлос Залем (на немски: Schule Schloss Salem) в Южна Германия, а след това следва педагогика, музика и археология в Атинския университет. Владее свободно английски, френски, гръцки и испански език. На Летните олимпийски игри в Рим през 1960 г. принцеса София е в гръцкия олимпийски отбор по ветроходство.

## Испанска кралица
На 14 май 1962 г. в Атина принцеса София се омъжва за испанския принц Хуан Карлос, когото среща по време на един круиз из гръцките острови през 1954 г. За да се омъжи за бъдещия испански крал, православната София се отказва от правата си върху гръцкия престол и приема католицизма.
През 1975 г. след смъртта на генерал Франко Хуан Карлос се възкачва на испанския престол като крал Хуан Карлос I, а София е обявена за кралица на Испания.

## Деца
Крал Хуан Карлос и кралица София имат три деца:
- Инфанта Елена, херцогиня на Луго (р. 1963)
- Инфанта Кристина, херцогиня на Палма де Майорка (р. 1965)
- Инфант Дон Фелипе, принц на Астурия (р. 1968)

## Обществена дейност
Освен с участия в официални мероприятия като неизменен спътник на съпруга си, Доня София води активен обществен живот. Тя е президент на Фондация „Кралица София“, която през 1993 г. изпраща помощи за пострадалите от войната в Босна и Херцеговина. Кралицата е попечител на Кралския комитет за образование и подпомагане на инвалидите, на Фондация за подпомагане на жертви на дрогата, както и на редица други благотворителни организации.
Изключителен почитател на изкуството, кралица София има интереси в областта на образованието, живописта и музиката. Автор е на две книги по археология. Обича да рисува и на младини пее в хор. Тя е почетен член на Кралската академия за изящни изкуства „Сан Фернандо“ и е доктор хонорис кауза на редица университети: Университета Росарио в Богота, Университета на Валядолид, Кеймбриджки университет, Джорджтаунски университет (на англ. Georgetown University) във Вашингтон, Тексаски университет и на Университета в Ню Йорк.